# U.S. Manga
U.S. Manga o U.S. Manga Corps do Brasil fue un programa de televisión brasileño exhibido por la ahora extinta Rede Manchete en 1997. El programa presentaba animes OVA de la distribuidora brasileño-estadounidense "U.S. Manga Corps".

## Características generales
ESte programa era emitido todos los viernes de seis a siete . este programa se caracterizaba pues era emitido sin ningún tipo de presentador y los animes se emitían uno tras otro sin ningún tipo de introducción únicamente la cortinilla entre ellos

## Características de los animes
Los OVAs que se muestran en el programa tenían en común que los elementos temáticos de la ciencia ficción y la sangre. Animes como Detonator Orgun Genocyber hacen un abuso de estos elementos. Una excepción fue el anime Fatal Furry basado en la serie de lucha de la SNK.

## Animes exhibidos en el programa
- Art of Fighting
- Battle Skipper
- Detonator Orgun
- Fatal Fury - Battle Fighters: Garou Densetsu
- Fatal Fury - Battle Fighters: Garou Densetsu 2
- Gall Force
- Genocyber
- Iczer 3
- M.D. Geist
- Samurai Shodown
- Zeorymer

- Datos: Q2893620